# عبد الوهاب العيسى
عبد الوهاب عارف العيسى (17 مارس 1988 -)، سياسي كويتي، ونائب في مجلس الأمة الكويتي وإعلامي ومذيع ومقدم برامج كويتي سابق.

## سيرته
عبد الوهاب عارف عبد الوهاب العيسى القناعي ولد بالكويت 17 مارس من عام 1988، تخرج من جامعة الكويت، وكانت بدايته كإعلامي عام 2007 مع انطلاق قناة الوطن من خلال مشاركته في تقديم الأخبار والبرامج السياسية، وبعد اغلاق قناة الوطن إتجه الي العمل التجاري الخاص وأصبح شريك مؤسس في شركة «بوتيكات» المتخصصة في قطاع التجزئة وصاحبة الموقع الإلكتروني «بوتيكات» كما انه رشح نفسه في انتخابات مجلس أمه 2022 عن الدائرة الثانية ونجح وجاء في المركز التاسع بموجب عدد اصوات 2056 صوت.

## بعض برامجه
- برنامج المواجهة (برنامج سياسي مثير للجدل) - تلفزيون الوطن.
- برنامج رأي ورأي - قناة الراي.

## تكريمه
- تم تكريمه من قبل الشيخ جابر الأحمد الصباح عام 2003.

## غسيل الأموال
في تاريخ 27 يوليو 2020، أصدر النائب العام الكويتي المُستشار ضرار العسعوسي قرارًا بالحجز على أموال 10 مشاهير مُتهمين بغسيل الأموال ومنعهم من السفر ومن بينهم عبد الوهاب العيسى، وذكرت جريدة القبس الكويتية بأن هُناك 11 بلاغًا مُقدمًا من وحدة التحريات قد قُدم ضد شركة بوتيكات الذي يملكها العيسى بجرائم غسيل الأموال.
وفي تاريخ 5 أبريل 2021، أصدر النائب العام الكويتي قرارًا بحفظ قضية «بوتيكات» ونفي شبهة جريمة غسل الأموال عنها وعن الشريك المؤسس للشركة عبد الوهاب العيسى. كما أصدر النائب العام، في ذات اليوم، قرارًا برفع الحجز التحفظي عن حسابات وممتلكات العيسى.